# Discografia de Camila Cabello
A cantora cubana-mexicana-americana Camila Cabello lançou quatro álbuns de estúdio, um EP, trinta e quatro singles (incluindo sete singles como artista convidada), cinco singles promocionais e vinte e sete videoclipes. Cabello começou a se estabelecer como artista solo com o lançamento de várias colaborações, incluindo "Bad Things" com Machine Gun Kelly, que alcançou no número quatro na Billboard Hot 100 dos EUA. Depois de deixar o Fifth Harmony em dezembro de 2016, ela lançou o primeiro single solo "Crying in the Club" que teve uma performance modesta nas paradas. Reorientando seu som para a música de influência latina, seu álbum de estreia homônimo Camila (2018) estreou no número um na Billboard 200 dos EUA, apoiado por seu single principal "Havana", com o rapper americano Young Thug, que alcançou o número um em vários países, incluindo o Reino Unido e os EUA.
Em junho de 2019, Cabello e o cantor canadense Shawn Mendes lançaram seu dueto "Señorita", da edição deluxe do terceiro álbum de estúdio de Mendes. A música alcançou o número um em vários mercados como nos EUA e Reino Unido. Em 6 de dezembro de 2019, Cabello lançou seu segundo álbum Romance, apoiado por seus singles "Liar" e "Shameless". O terceiro álbum de estúdio de Camila, Familia, trouxe uma sonoridade latina e íntima. Seus principais singles foram "Don’t Go Yet" e "Bam Bam" (feat. Ed Sheeran), sendo este último o maior destaque, atingindo o Top 25 na Billboard Hot 100 e o Top 10 no Reino Unido. O álbum teve recepção crítica positiva e estreou em #10 na Billboard 200, mantendo o padrão de sucesso de seus trabalhos anteriores. C,XOXO marca uma virada estética ousada, com produção experimental e influências eletrônicas e urbanas. O single "I LUV IT" (com Playboi Carti) estreou em #81 na Billboard Hot 100, enquanto outras faixas como "HE KNOWS" (com Lil Nas X), "Chanel No. 5", e "HOT UPTOWN (com Drake) tiveram desempenho discreto. ''GODSPEED'' foi o último single do álbum. Não estreiou em nehuma parada musical. O álbum estreou em #13 na Billboard 200, tornando-se seu primeiro a não entrar no Top 10 — reflexo de seu caráter mais alternativo e polarizador. 

## Álbuns

### Álbuns de estúdio
| Álbum   | Detalhes | Melhores posições nas tabelas | Melhores posições nas tabelas | Melhores posições nas tabelas | Melhores posições nas tabelas | Melhores posições nas tabelas | Melhores posições nas tabelas | Melhores posições nas tabelas | Melhores posições nas tabelas | Melhores posições nas tabelas | Melhores posições nas tabelas | Vendas                                                                   | Certificações                                                       |
| Álbum   | Detalhes | EUA                           | AUS                           | BEL (FL)                      | CAN                           | ALE                           | IRL                           | ITA                           | NZL                           | SUE                           | UK                            | Vendas                                                                   | Certificações                                                       |
| ------- | --- | ----------------------------- | ----------------------------- | ----------------------------- | ----------------------------- | ----------------------------- | ----------------------------- | ----------------------------- | ----------------------------- | ----------------------------- | ----------------------------- | ------------------------------------------------------------------------ | ------------------------------------------------------------------- |
| Camila  | - Lançamento: 12 de janeiro de 2018 - Gravadora: Epic, Syco, Sony Music - Formatos: CD, LP, download digital | 1                             | 3                             | 3                             | 1                             | 8                             | 3                             | 8                             | 3                             | 1                             | 2                             | - : 3.000.000 - : 1.500.000 - : 60.000 - : 80.000 - : 30.000 - : 160.000 | - : Platina - : Ouro - : Prata - : Platina - : Platina - : Diamante |
| Romance | - Lançamento: 6 de dezembro de 2019 - Gravadora: Epic, Syco, Sony Music - Formatos: CD, LP, download digital | 3                             | 6                             | 16                            | 1                             | 55                            | 12                            | 44                            | 7                             | 27                            | 14                            | - : 1.000.000 - : 40.000                                                 | - : Platina - : Platina                                             |
| Familia | - Lançamento: 8 de abril de 2022 - Gravadora: Epic, Syco, Sony Music - Formatos: CD, download digital        | 10                            | 27                            | 21                            | 6                             | 27                            | 36                            | 19                            | 26                            | 19                            | 9                             |                                                                          |                                                                     |
| C,XOXO  | - Lançamento: 28 de junho de 2024 - Gravadora: Interscope - Formatos: CD, LP download digital                | 13                            | 34                            | 6                             | 10                            | 20                            | 55                            | 32                            | 25                            | 54                            | 20                            |                                                                          |                                                                     |

## Extended plays
| Título                                   | Detalhes                                                                              |
| ---------------------------------------- | ------------------------------------------------------------------------------------- |
| New Music Daily Presents: Camila Cabello | - Lançamento: 20 de dezembro de 2019 - Gravadora: Epic - Formato(s): Download digital |

## Singles

### Como artista principal
| Título                                                                                       | Ano  | Melhores posições nas tabelas | Melhores posições nas tabelas | Melhores posições nas tabelas | Melhores posições nas tabelas | Melhores posições nas tabelas | Melhores posições nas tabelas | Melhores posições nas tabelas | Melhores posições nas tabelas | Melhores posições nas tabelas | Melhores posições nas tabelas | Certificações (milhares de vendas) | Álbum                     |
| Título                                                                                       | Ano  | EUA                           | AUS                           | BEL (FL)                      | CAN                           | ALE                           | IRL                           | ITA                           | NZL                           | SUE                           | UK                            | Certificações (milhares de vendas) | Álbum                     |
| -------------------------------------------------------------------------------------------- | ---- | ----------------------------- | ----------------------------- | ----------------------------- | ----------------------------- | ----------------------------- | ----------------------------- | ----------------------------- | ----------------------------- | ----------------------------- | ----------------------------- | --- | ------------------------- |
| "I Know What You Did Last Summer" (com Shawn Mendes)                                         | 2015 | 20                            | 33                            | 21                            | 19                            | 90                            | 42                            | 53                            | —                             | 24                            | 42                            | - : Platina - : Platina - : Prata - : Ouro - : Ouro - : Platina - : Platina - : Ouro                                                                                            | Handwritten Revisited     |
| "Bad Things" (com Machine Gun Kelly)                                                         | 2016 | 4                             | 22                            | 23                            | 11                            | 58                            | 1                             | 47                            | 11                            | 36                            | 16                            | - : 4× Platina - : Platina - : Prata - : Ouro - : Ouro - : Ouro | Bloom                     |
| "Crying in the Club"                                                                         | 2017 | 47                            | 39                            | 43                            | 31                            | 49                            | 17                            | 62                            | —                             | 58                            | 12                            | - : Platina - : Platina - : Platina - : Ouro - : Ouro - : Platina - : Ouro | Não adicionado a um álbum |
| "Havana" (com participação de Young Thug)                                                    | 2017 | 1                             | 1                             | 2                             | 1                             | 2                             | 1                             | 2                             | 2                             | 4                             | 1                             | - : 9× Platina - : 7× Platina - : 8× Platina - : 3× Platina - : 2× Platina - : 4× Platina - : Diamante - : 2× Platina - : 3× Platina - : 2× Platina - : 2× Platina - : Diamante | Camila                    |
| "Never Be the Same"                                                                          | 2017 | 6                             | 7                             | —                             | 19                            | 30                            | 6                             | 85                            | 8                             | 39                            | 7                             | - : 3× Platina - : Platina - : 2× Platina - : Platina - : Ouro - : Platina | Camila                    |
| "Sangria Wine" (com Pharrell Williams)                                                       | 2018 | 83                            | —                             | 45                            | 88                            | —                             | 76                            | —                             | —                             | —                             | 84                            | | Não adicionado a um álbum |
| "Real Friends" (com participação de Swae Lee)                                                | 2018 | —                             | —                             | —                             | —                             | —                             | 99                            | —                             | —                             | —                             | —                             | | Não adicionado a um álbum |
| "Consequences" (Original e versão orquestra)                                                 | 2018 | 51                            | —                             | —                             | 75                            | —                             | 52                            | —                             | —                             | —                             | —                             | - : Ouro | Camila                    |
| "Mi Persona Favorita" (com Alejandro Sanz)                                                   | 2019 | —                             | —                             | —                             | —                             | —                             | —                             | —                             | —                             | —                             | —                             | - : Ouro (Latino) | El Disco                  |
| "Señorita" (com Shawn Mendes)                                                                | 2019 | 1                             | 1                             | 2                             | 1                             | 1                             | 1                             | 1                             | 1                             | 1                             | 1                             | - : Platina - : 8× Platina - : 2× Platina - : Platina - : 3× Platina - : 2× Platina - : 2× Platina - : 5× Platina - : 2× Platina                                                | Shawn Mendes e Romance    |
| "Liar"                                                                                       | 2019 | 51                            | 31                            | 28                            | 27                            | 63                            | 17                            | —                             | 32                            | 58                            | 21                            | - : Platina - : Platina - : Prata | Romance                   |
| "Shameless"                                                                                  | 2019 | 60                            | 62                            | 15                            | 40                            | 95                            | 36                            | —                             | —                             | —                             | 50                            | | Romance                   |
| "Cry for Me"                                                                                 | 2019 | —                             | —                             | —                             | 81                            | —                             | 57                            | —                             | —                             | 88                            | 85                            | | Romance                   |
| "Easy"                                                                                       | 2019 | —                             | 76                            | —                             | 82                            | —                             | 67                            | —                             | —                             | —                             | 86                            | | Romance                   |
| "Living Proof"                                                                               | 2019 | —                             | —                             | —                             | 84                            | —                             | 82                            | —                             | —                             | —                             | —                             | | Romance                   |
| "My Oh My" (com a participação de DaBaby)                                                    | 2020 | 12                            | 19                            | 31                            | 13                            | 53                            | 6                             | —                             | 15                            | 39                            | 13                            | - : 2x Platina - : Platina - : Prata - : Ouro | Romance                   |
| "Don't Go Yet"                                                                               | 2021 | 42                            | 43                            | 25                            | 35                            | 70                            | 24                            | 51                            | —                             | 41                            | 37                            | Itália Platina | Familia                   |
| "Oh Na Na" (com participação de Myke Towers e Tainy)                                         | 2021 | —                             | —                             | —                             | —                             | —                             | —                             | —                             | —                             | —                             | —                             | | Não adicionado a um álbum |
| "Bam Bam" (com participação de Ed Sheeran)                                                   | 2022 | 23                            | 16                            | 10                            | 4                             | 31                            | 14                            | 69                            | 26                            | 29                            | 16                            | | Familia                   |
| "Psychofreak" (com participação de Willow)                                                   | 2022 |                               |                               |                               | 41                            |                               |                               |                               |                               |                               |                               | | Familia                   |
| "Hasta Los Dientes" (com participação de Maria Becerra)                                      | 2022 |                               |                               |                               |                               |                               |                               |                               |                               |                               |                               | | Familia                   |
| I Luv It (com Playboy Carti)                                                                 | 2024 | 81                            |                               |                               |                               |                               |                               |                               |                               |                               |                               | | C,XOXO                    |
| HE KNOWS (com Lil Nas X)                                                                     | 2024 |                               |                               |                               |                               |                               |                               |                               | 19                            |                               | 63                            | | C,XOXO                    |
| Chanel No.5                                                                                  | 2024 |                               |                               |                               |                               |                               |                               |                               |                               |                               | 61                            | | C,XOXO                    |
| HOT UPTOWN (com Drake)                                                                       | 2024 | 61                            |                               |                               |                               |                               |                               |                               | 9                             |                               |                               | | C,XOXO                    |
| GODSPEED                                                                                     | 2024 |                               |                               |                               |                               |                               |                               |                               |                               |                               |                               | | C,XOXO                    |
| "—" significa que não entrou na tabela musical deste país ou não foi encontrado informações. |      |                               |                               |                               |                               |                               |                               |                               |                               |                               |                               | |                           |

### Como artista convidada
| Título                                                                                       | Ano  | Melhores posições nas tabelas | Melhores posições nas tabelas | Melhores posições nas tabelas | Melhores posições nas tabelas | Melhores posições nas tabelas | Melhores posições nas tabelas | Melhores posições nas tabelas | Melhores posições nas tabelas | Melhores posições nas tabelas | Melhores posições nas tabelas | Certificações                                                              | Album                         |
| Título                                                                                       | Ano  | EUA                           | AUS                           | BEL                           | CAN                           | FRA                           | ITA                           | NZL                           | SUE                           | SUI                           | UK                            | Certificações                                                              | Album                         |
| -------------------------------------------------------------------------------------------- | ---- | ----------------------------- | ----------------------------- | ----------------------------- | ----------------------------- | ----------------------------- | ----------------------------- | ----------------------------- | ----------------------------- | ----------------------------- | ----------------------------- | -------------------------------------------------------------------------- | ----------------------------- |
| "Love Incredible" (Cashmere Cat part. Camila Cabello)                                        | 2017 | —                             | —                             | —                             | —                             | —                             | —                             | —                             | —                             | —                             | —                             |                                                                            | 9                             |
| "Know No Better" (Major Lazer part. Travis Scott, Camila Cabello e Quavo)                    | 2017 | 87                            | 34                            | 38                            | 30                            | 18                            | 47                            | 20                            | 30                            | 30                            | 15                            | - : Ouro - : Prata - : Ouro - : Ouro                                       | Know No Better                |
| "Almost Like Praying" (como parte de Artistas para Porto Rico)                               | 2017 | 20                            | —                             | —                             | —                             | —                             | —                             | —                             | —                             | —                             | —                             |                                                                            | Não adicionado à nenhum álbum |
| "Beautiful (Remix)" (Bazzi part. Camila Cabello)                                             | 2018 | 26                            | 52                            | —                             | 35                            | —                             | —                             | 23                            | 68                            | 92                            | 33                            | - : 3x Platina - : Platina - : Prata - : Platina - : Ouro                  | Não adicionado à nenhum álbum |
| "Find U Again" (Mark Ronson part. Camila Cabello)                                            | 2019 | —                             | 53                            | 29                            | 67                            | —                             | —                             | —                             | —                             | 83                            | 37                            | - : Ouro - : Prata - : Ouro                                                | Late Night Feelings           |
| "South of the Border" (Ed Sheeran part. Camila Cabello e Cardi B)                            | 2019 | 49                            | 12                            | 36                            | 14                            | 55                            | 69                            | 14                            | 14                            | 19                            | 4                             | - : Ouro - : Ouro - : Platina - : Ouro - : Ouro - : 2x Platina - : Platina | No.6 Collaborations Project   |
| "—" significa que não entrou na tabela musical deste país ou não foi encontrado informações. |      |                               |                               |                               |                               |                               |                               |                               |                               |                               |                               |                                                                            |                               |

### Singlespromocionais
| Título                            | Ano  | Melhor posição nas tabelas musicais | Melhor posição nas tabelas musicais | Melhor posição nas tabelas musicais | Melhor posição nas tabelas musicais | Melhor posição nas tabelas musicais | Melhor posição nas tabelas musicais | Melhor posição nas tabelas musicais | Melhor posição nas tabelas musicais | Melhor posição nas tabelas musicais | Melhor posição nas tabelas musicais | Certificações | Álbum                         |
| Título                            | Ano  | EUA                                 | AUS                                 | CAN                                 | CZ                                  | FRA                                 | IRL                                 | HOL                                 | NZ Heart                            | POR                                 | UK                                  | Certificações | Álbum                         |
| --------------------------------- | ---- | ----------------------------------- | ----------------------------------- | ----------------------------------- | ----------------------------------- | ----------------------------------- | ----------------------------------- | ----------------------------------- | ----------------------------------- | ----------------------------------- | ----------------------------------- | ------------- | ----------------------------- |
| "I Have Questions"                | 2017 | —                                   | —                                   | —                                   | —                                   | 94                                  | —                                   | —                                   | —                                   | 82                                  | —                                   |               | Camila (Edição japonesa)      |
| "OMG" (com participação de Quavo) | 2017 | 81                                  | 77                                  | 53                                  | 73                                  | 179                                 | —                                   | 20                                  | 1                                   | 65                                  | 67                                  | - : Platina   | Não adicionado à nenhum álbum |
| "Real Friends"                    | 2017 | —                                   | 86                                  | 60                                  | 59                                  | 137                                 | 39                                  | 64                                  | 3                                   | 32                                  | —                                   | - :Platina    | Camila                        |
| Chanel No.5                       |      |                                     |                                     |                                     |                                     |                                     |                                     |                                     |                                     |                                     |                                     |               | C,XOXO                        |

## Outras canções que entraram nas tabelas
| Título                                                                             | Ano  | Melhores posições nas tabelas | Melhores posições nas tabelas | Melhores posições nas tabelas | Melhores posições nas tabelas | Melhores posições nas tabelas | Melhores posições nas tabelas | Melhores posições nas tabelas | Melhores posições nas tabelas | Melhores posições nas tabelas | Certificações      | Álbum                         |
| Título                                                                             | Ano  | CAN                           | ECU                           | IRL                           | HOL                           | NZL Heat.                     | ESP                           | SUE                           | SUI                           | UK                            | Certificações      | Álbum                         |
| ---------------------------------------------------------------------------------- | ---- | ----------------------------- | ----------------------------- | ----------------------------- | ----------------------------- | ----------------------------- | ----------------------------- | ----------------------------- | ----------------------------- | ----------------------------- | ------------------ | ----------------------------- |
| "Havana (Remix)" (com Daddy Yankee)                                                | 2017 | —                             | —                             | —                             | —                             | —                             | 16                            | —                             | —                             | —                             | - : 3× Platina     | Não adicionado à nenhum álbum |
| "All These Years"                                                                  | 2018 | —                             | —                             | 56                            | —                             | 2                             | —                             | —                             | —                             | —                             |                    | Camila                        |
| "She Loves Control"                                                                | 2018 | 77                            | 47                            | 37                            | 81                            | 1                             | 69                            | 77                            | 59                            | 40                            | - : Prata - : Ouro | Camila                        |
| "Something's Gotta Give"                                                           | 2018 | —                             | —                             | 95                            | —                             | —                             | —                             | —                             | —                             | —                             |                    | Camila                        |
| "In the Dark"                                                                      | 2018 | —                             | —                             | 100                           | —                             | —                             | —                             | —                             | —                             | —                             |                    | Camila                        |
| "Into It"                                                                          | 2018 | 75                            | —                             | —                             | —                             | —                             | —                             | —                             | —                             | —                             |                    | Camila                        |
| "Should've Said It"                                                                | 2019 | —                             | —                             | —                             | —                             | 22                            | —                             | —                             | —                             | —                             |                    | Romance                       |
| "Bad Kind of Butterflies"                                                          | 2019 | —                             | —                             | —                             | —                             | 31                            | —                             | —                             | —                             | —                             |                    | Romance                       |
| "This Love"                                                                        | 2019 | —                             | —                             | —                             | —                             | 30                            | —                             | —                             | —                             | —                             |                    | Romance                       |
| "First Man"                                                                        | 2019 | 94                            | —                             | —                             | —                             | 34                            | —                             | —                             | —                             | —                             |                    | Romance                       |
| "The Christmas Song" (com Shawn Mendes)                                            | 2020 | 59                            | —                             | —                             | —                             | 17                            | —                             | 96                            | —                             | —                             |                    | Wonder                        |
| "—" significa que não foi encontrado informações ou não foi lançado em tal região. |      |                               |                               |                               |                               |                               |                               |                               |                               |                               |                    |                               |

## Trilha Sonora
Lista de canções feitas para trilha sonora de filmes, mostrando o ano de lançamento, posições e certificações selecionadas e nome do álbum
| Título                                                                                        | Ano  | Melhores posições nas tabelas | Melhores posições nas tabelas | Melhores posições nas tabelas | Melhores posições nas tabelas | Melhores posições nas tabelas | Melhores posições nas tabelas | Melhores posições nas tabelas | Certificações                       | Album                              |
| Título                                                                                        | Ano  | EUA                           | BEL                           | CAN                           | FRA                           | ITA                           | SUE                           | SUI                           | Certificações                       | Album                              |
| --------------------------------------------------------------------------------------------- | ---- | ----------------------------- | ----------------------------- | ----------------------------- | ----------------------------- | ----------------------------- | ----------------------------- | ----------------------------- | ----------------------------------- | ---------------------------------- |
| "Hey Ma" (Pitbull e J Balvin part. Camila Cabello)                                            | 2017 | —                             | —                             | 95                            | 49                            | 35                            | —                             | 30                            | - : Ouro - : Platina - : 3× Platina | The Fate of the Furious: The Album |
| "Crown" (Camila Cabello e Grey)                                                               | 2017 | —                             | —                             | —                             | —                             | —                             | —                             | —                             |                                     | Bright: The Album                  |
| Million To One                                                                                | 2021 | —                             | —                             | —                             | —                             | —                             | —                             | —                             |                                     | Cinderella                         |
| "It Takes Two" (with Anna Kendrick, Justin Timberlake, Eric André, Daveed Diggs and Kid Cudi) | 2023 | —                             | —                             | —                             | —                             | —                             | —                             | —                             |                                     | Trolls Band Together               |

## Outras aparições
| Título                                        | Ano  | Outro(s) Artista(s)      | Álbum                                 |
| --------------------------------------------- | ---- | ------------------------ | ------------------------------------- |
| "Shake It Off" (performance ao vivo da turnê) | 2018 | Taylor Swift, Charli XCX | Taylor Swift: Reputation Stadium Tour |
| "Rockin' Around the Christmas Tree"           | 2019 | Kacey Musgraves          | The Kacey Musgraves Christmas Show    |

## Vídeos musicais
| Obra                                          | Ano                    | Outro(s) artista(s)                            | Diretor(es)                 |
| Como artista principal                        | Como artista principal | Como artista principal                         | Como artista principal      |
| --------------------------------------------- | ---------------------- | ---------------------------------------------- | --------------------------- |
| "I Know What You Did Last Summer"             | 2015                   | Shawn Mendes                                   | Ryan Pallotta               |
| "Bad Things"                                  | 2016                   | Machine Gun Kelly                              | Hannah Lux Davis            |
| "Crying in the Club"                          | 2017                   | Nenhum                                         | Emil Nava                   |
| "Havana"                                      | 2017                   | Young Thug                                     | Dave Meyers                 |
| "Never Be The Same"                           | 2018                   | Nenhum                                         | Grant Singer                |
| "Consequences" (Versão orquestra)             | 2018                   | Nenhum                                         | Dave Meyers                 |
| "Mi Persona Favorita"                         | 2019                   | Alejandro Sanz                                 | Gil Green                   |
| "Señorita"                                    | 2019                   | Shawn Mendes                                   | Dave Meyers                 |
| "Shameless"                                   | 2019                   | Nenhum                                         | Henry Scholfield            |
| "Liar"                                        | 2019                   | Nenhum                                         | Dave Meyers                 |
| "Living Proof"                                | Alan Ferguson          | Nenhum                                         |                             |
| "My Oh My"                                    | 2020                   | DaBaby                                         | Dave Meyers                 |
| "The Christmas Song"                          | 2020                   | Shawn Mendes                                   |                             |
| "Don't Go Yet"                                | 2021                   |                                                | Philippa Price e Pilar Zeta |
| "Million To One"                              | 2021                   |                                                | Kay Cannon                  |
| "Bam Bam"                                     | 2021                   | Ed Sheeran                                     | Mia Barnes                  |
| Como artista convidada                        |                        |                                                |                             |
| "Hey Ma" (Versão em espanhol e inglês)        | 2017                   | Pitbull e J Balvin                             | —                           |
| "Know No Better"                              | 2017                   | Major Lazer, Travis Scott e Quavo              | Philip Andelman             |
| "Almost Like Praying"                         | 2017                   | Lin-Manuel Miranda com Artistas por Porto Rico | —                           |
| "Beautiful"                                   | 2018                   | Bazzi                                          | Jason Koenig                |
| "Find U Again"                                | 2019                   | Mark Ronson                                    | Bradley & Pablo             |
| "South of the Border"                         | 2019                   | Ed Sheeran, Cardi B                            | Jason Koenig                |
| Aparições Especiais                           |                        |                                                |                             |
| "Girls Like You" (Versão original e Volume 2) | 2018                   | Maroon 5, Cardi B                              | David Dobkin                |